# Звёздный путь: Оригинальный сериал (2 сезон)
Второй и предпоследний сезон американского научно-фантастического телесериала «Звёздный путь», начался на NBC 15 сентября 1967 года и завершился 29 марта 1968 года. Он состоял из двадцати шести эпизодов. В нём участвуют Уильям Шетнер в роли капитана Джеймса Т. Кирка, Леонард Нимой в роли Спока и ДеФорест Келли в роли Леонарда МакКоя.

## История трансляции
Первоначально сезон транслировался по пятницам с 8:30 до 9:30 (СВВ) на NBC.

## Актёрский состав

### Главный
- Уильям Шетнер, в роли капитана Джеймс Т. Кирка: командир USS «Энтерпрайз»
- Леонард Нимой в роли коммандера Спока: наполовину человек/наполовину вулканец на корабле, научный офицер и первый/исполнительный офицер (то есть второй в командовании)
- ДеФорест Келли в роли лейтенант-коммандера доктора Леонарда «Боунс» МакКоя: главный врач корабля
- Джеймс Духан в роли лейтенант-коммандера Монтгомери «Скотти» Скотта: главного инженера и второго офицера «Энтерпрайза» (то есть третий в командовании)
- Нишель Николс в роли лейтенанта Нийоты Ухуры: офицер связи корабля
- Джордж Такей в роли лейтенанта Хикару Сулу: рулевой корабля
- Уолтер Кёниг в роли энсина Павла Чехова: навигатор российского происхождения, представленный в премьерной серии второго сезона.
- Меджел Барретт в роли медсестры Кристин Чапел: Старшая медсестра корабля (Барретт, сыгравшая первого помощника корабля, Номер один[англ.], в эпизоде «Клетка», также озвучивала судовой компьютер).

### Повторяющийся
- Эдди Паски[англ.] в роли лейтенанта Лесли

## Эпизоды
| № общий | № в сезоне | Название                                            | Режиссёр           | Автор сценария                                                       | Дата премьеры    | Произв. код |
| --- | ---------- | --------------------------------------------------- | ------------------ | -------------------------------------------------------------------- | ---------------- | ----------- |
| 30 | 1          | «Время ярости» «Amok Time»                          | Джозеф Пивни       | Теодор Старджон                                                      | 15 сентября 1967 | 34          |
| Физиология вулканцев обязательно требует выхода сексуальной энергии организма раз в семь лет. В этот период они становятся несколько неспокойными. У Спока начался этот процесс. |            |                                                     |                    |                                                                      |                  |             |
| 31 | 2          | «Кто скорбит по Адонису?» «Who Mourns for Adonais?» | Марк Дэниелс       | Гилберт Ралстон                                                      | 22 сентября 1967 | 33          |
| «Энтерпрайз» встречается с древнегреческим божеством — Аполлоном, который живёт на заброшенной планетке и мечтает вернуть прошедшие времена, когда толпы верующих поклонялись ему, великому и могучему, а он раздавал им свою любовь и бесконечную мудрость. |            |                                                     |                    |                                                                      |                  |             |
| 32 | 3          | «Подменыш» «The Changeling»                         | Марк Дэниелс       | Джон Мередит Лукас                                                   | 29 сентября 1967 | 37          |
| Зонд «Странник», который был запущен с Земли в начале XXI века, запамятовал свою первоначальную задачу — исследование космоса, и теперь наоборот стремится к уничтожению всего «несовершенного». «Звёздный путь: Фильм» был отчасти расширением этого эпизода. |            |                                                     |                    |                                                                      |                  |             |
| 33 | 4          | «Зеркало, зеркало» «Mirror, Mirror»                 | Марк Дэниелс       | Джером Биксби                                                        | 6 октября 1967   | 39          |
| Ионный шторм сбивает настройку транспортеров, в результате чего Кирк, Скотти, Ухура и Маккой попадают в альтернативную вселенную. Там нет Федерации — оплота мира и любви в галактике, а имеет место Земная (Терранская) Империя — жестокий диктатор, на корню пресекающий все демократические попытки других цивилизаций. Этот эпизод развил несколько сюжетных линий в сериалах «Глубокий космос 9» и «Энтерпрайз». |            |                                                     |                    |                                                                      |                  |             |
| 34 | 5          | «Яблоко» «The Apple»                                | Джозеф Пивни       | Сюжет : Макс Эрлих Телесценарий : Макс Эрлих и Джин Л. Кун           | 13 октября 1967  | 38          |
| Кажущийся рай, обнаруженный командой «Энтерпрайза» на Гамма Триангули-VI, на самом деле управляется компьютером, который, не желая вмешательства в свои дела извне, пытается уничтожить «Энтерпрайз». |            |                                                     |                    |                                                                      |                  |             |
| 35 | 6          | «Машина Судного дня» «The Doomsday Machine»         | Марк Дэниелс       | Норман Спинрад                                                       | 20 октября 1967  | 35          |
| Гигантский корабль-робот, кочующий по галактике, уничтожает любую жизнь на своём пути. Пути корабля и «Энтерпрайза» сходятся. Этот эпизод является предысторией игры Game Boy Star Trek: 25th Anniversary. |            |                                                     |                    |                                                                      |                  |             |
| 36 | 7          | «Кошачья лапа» «Catspaw»                            | Джозеф Пивни       | Роберт Блох                                                          | 27 октября 1967  | 30          |
| На очередной исследуемой планете «Энтерпрайз» обнаруживает созданий, которые с помощью «элементарной магии» способны вытворять вещи, выходящие за грань понимания Кирка и его команды. |            |                                                     |                    |                                                                      |                  |             |
| 37 | 8          | «Я, Мадд» «I, Mudd»                                 | Марк Дэниелс       | Стивен Кандел                                                        | 3 ноября 1967    | 41          |
| Снова «Энтерпрайз» сталкивается с андроидами, цели которых далеки от направленных на пользу человечеству. Хотя появление Гарри Мадда, старого знакомого Кирка, должно уже всё объяснить. |            |                                                     |                    |                                                                      |                  |             |
| 38 | 9          | «Метаморфоза» «Metamorphosis»                       | Ральф Сененски     | Джин Л. Кун                                                          | 10 ноября 1967   | 31          |
| Кирк с товарищами попадают на небольшую планетку, где живёт отшельник Зефрам Кохрейн (изобретатель варп-двигателя), которого оберегает некая нематериальная жизненная форма, названная им Компаньоном. Это существо заботится о нём и угождает всем его желаниям, в частности, когда он начал тосковать от одиночества, оно привело к нему Кирка, Спока и Маккоя.                                                     |            |                                                     |                    |                                                                      |                  |             |
| 39 | 10         | «Путь на Вавилон» «Journey to Babel»                | Джозеф Пивни       | Д. К. Фонтана                                                        | 17 ноября 1967   | 44          |
| Убит один из послов независимых планет, которых «Энтерпрайз» везёт на мирную конференцию. Подозрение падает на Сарека, посла планеты Вулкан и отца Спока. |            |                                                     |                    |                                                                      |                  |             |
| 40 | 11         | «Дитя пятницы» «Friday's Child»                     | Джозеф Пивни       | Д. К. Фонтана                                                        | 1 декабря 1967   | 32          |
| Пытаясь вести мирные переговоры на Капелле-IV, команда «Энтерпрайза» оказывается вовлечённой в спровоцированную клингонами гражданскую войну и должна уберечь от смерти беременную жену лидера этой планеты. |            |                                                     |                    |                                                                      |                  |             |
| 41 | 12         | «Смертельные годы» «The Deadly Years»               | Джозеф Пивни       | Дэвид П. Хэрмон                                                      | 8 декабря 1967   | 40          |
| Кирк, Спок, Маккой и ещё несколько офицеров «Энтерпрайза» подвергаются воздействию радиации, в результате чего у них резко убыстряется процесс старения. Уже через 24 часа после происшествия кораблём управляет 70-летний старик, страдающий маразмом и потерей памяти. |            |                                                     |                    |                                                                      |                  |             |
| 42 | 13         | «Наваждение» «Obsession»                            | Ральф Сененски     | Арт Уоллес                                                           | 15 декабря 1967  | 47          |
| Корабль сталкивается с нематериальным энергетическим вампиром, бродящим по галактике и высасывающем кровь у своих жертв. Когда-то давно, на заре своей карьеры, лейтенант Кирк уже сталкивался с этим существом. Тогда он не смог остановить его, сейчас у него появился второй шанс. |            |                                                     |                    |                                                                      |                  |             |
| 43 | 14         | «Волк в овчарне» «Wolf in the Fold»                 | Джозеф Пивни       | Роберт Блох                                                          | 22 декабря 1967  | 36          |
| Во время пребывания на планете, населённой мирным гедонистическим обществом, команда «Энтерпрайза» столкнулась с цепочкой таинственных убийств, в ходе которых подозрение падает на одного из членов экипажа. |            |                                                     |                    |                                                                      |                  |             |
| 44 | 15         | «Проблема с трибблами» «The Trouble with Tribbles»  | Джозеф Пивни       | Дэвид Герролд                                                        | 29 декабря 1967  | 42          |
| Никто не подозревал, что маленькие, пушистые зверюшки трибблы могут размножаться с огромной скоростью. Через несколько часов после того, как Ухура принесла первого триббла, подаренного ей галантным торговцем Сирано Джонсом, «Энтерпрайз» был полностью парализован засильем трибблов во всех уголках корабля. Но оказалось, что кроме кучи проблем пушистые зверьки способны приносить и пользу.                  |            |                                                     |                    |                                                                      |                  |             |
| 45 | 16         | «Игроки Трискилиона» «The Gamesters of Triskelion»  | Джин Нельсон       | Маргарет Армен                                                       | 5 января 1968    | 46          |
| Кирк, Чехов и Ухура попадают в ситуацию, когда им для выживания приходится играть в игры гладиаторов. |            |                                                     |                    |                                                                      |                  |             |
| 46 | 17         | «Доля в деле» «A Piece of the Action»               | Джеймс Комак       | Сюжет : Дэвид П. Хэрмон Телесценарий : Дэвид П. Хэрмон и Джин Л. Кун | 12 января 1968   | 49          |
| Посетив очередную планету, экипаж «Энтерпрайза» обнаруживает там цивилизацию, построенную на принципах бандитского Чикаго 1920-х годов. |            |                                                     |                    |                                                                      |                  |             |
| 47 | 18         | «Иммунный синдром» «The Immunity Syndrome»          | Джозеф Пивни       | Роберт Сабарофф                                                      | 19 января 1968   | 48          |
| Гигантская амёба размером в тысячи миль появляется в обжитых районах Федерации, вытягивая жизненную энергию из всего. Она способна уничтожать целые населённые звёздные системы, но будучи по натуре одноклеточным простейшим амёба не способна противостоять разумным обитателям галактики. |            |                                                     |                    |                                                                      |                  |             |
| 48 | 19         | «Маленькая личная война» «A Private Little War»     | Марк Дэниелс       | Сюжет : Джад Крусис Телесценарий : Джин Родденберри                  | 2 февраля 1968   | 45          |
| Кирк узнаёт, что мирный Народ Холмов, с которыми он успел подружиться, постоянно атакуют жители местной деревни, которых тайно снабжает оружием Клингонская Империя. Кирк, стараясь соблюсти баланс сил, вступает в эту гражданскую войну на стороне симпатичных ему обитателей холмов. |            |                                                     |                    |                                                                      |                  |             |
| 49 | 20         | «Возвращение в завтра» «Return to Tomorrow»         | Ральф Сененски     | Джон Кингсбридж                                                      | 9 февраля 1968   | 51          |
| Представители очень древней цивилизации, которые полмиллиона лет существуют только в виде чистой энергии, запертые в своих хрустальных шарах-носителях, просят Кирка и Спока одолжить им свои тела, чтобы они смогли построить андроидов, поселиться в них и зажить нормальной жизнью. |            |                                                     |                    |                                                                      |                  |             |
| 50 | 21         | «Образец силы» «Patterns of Force»                  | Винсент МакЭвити   | Джон Мередит Лукас                                                   | 16 февраля 1968  | 52          |
| Кораблю «посчастливилось» обнаружить культуру, построенную по принципу нацистской Германии первой половины XX века. |            |                                                     |                    |                                                                      |                  |             |
| 51 | 22         | «Как розу ты не назови...» «By Any Other Name»      | Марк Дэниелс       | Сюжет : Джером Биксби Телесценарий : Д. К. Фонтана и Джером Биксби   | 23 февраля 1968  | 50          |
| Команда «Энтерпрайза» захватывается группой килванов, исследователей из Галактики Андромеды, прилетевших в нашу Галактику на разведку, и теперь пытающихся вернуться домой не слишком оригинальным способом. |            |                                                     |                    |                                                                      |                  |             |
| 52 | 23         | «Окончательная победа» «The Omega Glory»            | Винсент МакЭвити   | Джин Родденберри                                                     | 1 марта 1968     | 54          |
| На орбите планеты Омега-IV «Энтерпрайз» обнаруживает покинутый межзвёздный корабль «Эксетер». Вскоре выясняются и более неприятные подробности этой истории. |            |                                                     |                    |                                                                      |                  |             |
| 53 | 24         | «Новейший компьютер» «The Ultimate Computer»        | Джон Мередит Лукас | Сюжет : Лоуренс Н. Вульф Телесценарий : Д. К. Фонтана                | 8 марта 1968     | 53          |
| Проводимое на «Энтерпрайзе» испытание нового компьютера М-5, призванного заменить людей на кораблях Федерации, дало неожиданно обратный результат. Компьютер, перенявший черты мышления у своего не совсем нормального создателя, вышел из под контроля и начал угрожать всему, что считал для себя потенциальной угрозой.                                                                                            |            |                                                     |                    |                                                                      |                  |             |
| 54 | 25         | «Хлеба и зрелищ» «Bread and Circuses»               | Ральф Сененски     | Джин Родденберри и Джин Л. Кун                                       | 15 марта 1968    | 43          |
| Десант попадает на планету, живущую по римским традициям, и вынужден участвовать в гладиаторских боях. |            |                                                     |                    |                                                                      |                  |             |
| 55 | 26         | «Цель: Земля» «Assignment: Earth»                   | Марк Дэниелс       | Сюжет : Джин Родденберри и Арт Уоллес Телесценарий : Арт Уоллес      | 29 марта 1968    | 55          |
| Кирк и Спок возвращаются на Землю XX века, чтобы предотвратить Третью мировую войну. |            |                                                     |                    |                                                                      |                  |             |

1. ↑  Псевдоним Дона Ингаллса
2. ↑  Псевдоним Джона Т. Дугана

## Домашние медиа
Сезон был выпущен на DVD и Blu-ray Paramount Home Entertainment. Там есть более ранняя версия и обновлённая версия.
В 2004 году был выпущен DVD-набор, а позже также была выпущена обновлённая версия на DVD, в которой были представлены некоторые обновлённые спецэффекты в некоторых сценах, а также переобработанный цвет и т. д.
Обновлённый DVD-набор также включал специальные участия для «Трибблов», включая эпизоды «Испытание триблами» из третьего телесериала «Звёздного пути» «Звёздный путь: Глубокий космос 9» и «Больше трибблов — больше проблем» из первого мультсериала «Звёздного пути» «Звёздный путь: Анимационный сериал». Обновлённый DVD-набор включал 8 DVD-дисков.

## Приём
В 2019 году CBR оценил 2-й сезон «Звёздного пути» (оригинальный сериал) как второй лучший сезон из всех сезонов «Звёздного пути» до того времени и лучший сезон из трёх сезонов оригинала.